# Länsimetsä
Länsimetsä est un quartier du district de Gerby à Vaasa en Finlande.

## Présentation
Situé à 5 km du centre de Vaasa, Länsimetsä a 1 620 habitants (1.1.2015).